# Glavinitsa (ort)
Glavinitsa (bulgariska: Главиница) är en ort i Bulgarien.   Den ligger i kommunen Obsjtina Glavinitsa och regionen Silistra, i den nordöstra delen av landet, 300 km öster om huvudstaden Sofia. Glavinitsa ligger 108 meter över havet och antalet invånare är 2 220.
Terrängen runt Glavinitsa är huvudsakligen platt. Glavinitsa ligger nere i en dal. Runt Glavinitsa är det ganska glesbefolkat, med 40 invånare per kvadratkilometer.. Glavinitsa är det största samhället i trakten.
Trakten runt Glavinitsa består till största delen av jordbruksmark.